# アレック・クームズ
アレック・クームズ（Alec Coombes、1995年11月26日 - ）は、スコットランドのラグビー選手。

## プロフィール
- 香港出身。
- ポジションはウィング(WTB)、センター(CTB)。
- 身長 187cm、体重 101kg
- U20スコットランド代表に選ばれたことがある[1]。
- 7人制スコットランド代表に選ばれたことがある[2]。

## 略歴
ロンドン・スコティッシュFC、グラスゴー・ウォリアーズを経て、2020年、エディンバラに加入。
2021年、東京五輪の7人制イギリス代表スコッドに選ばれた。